# Zweifamilienhaus Hessel

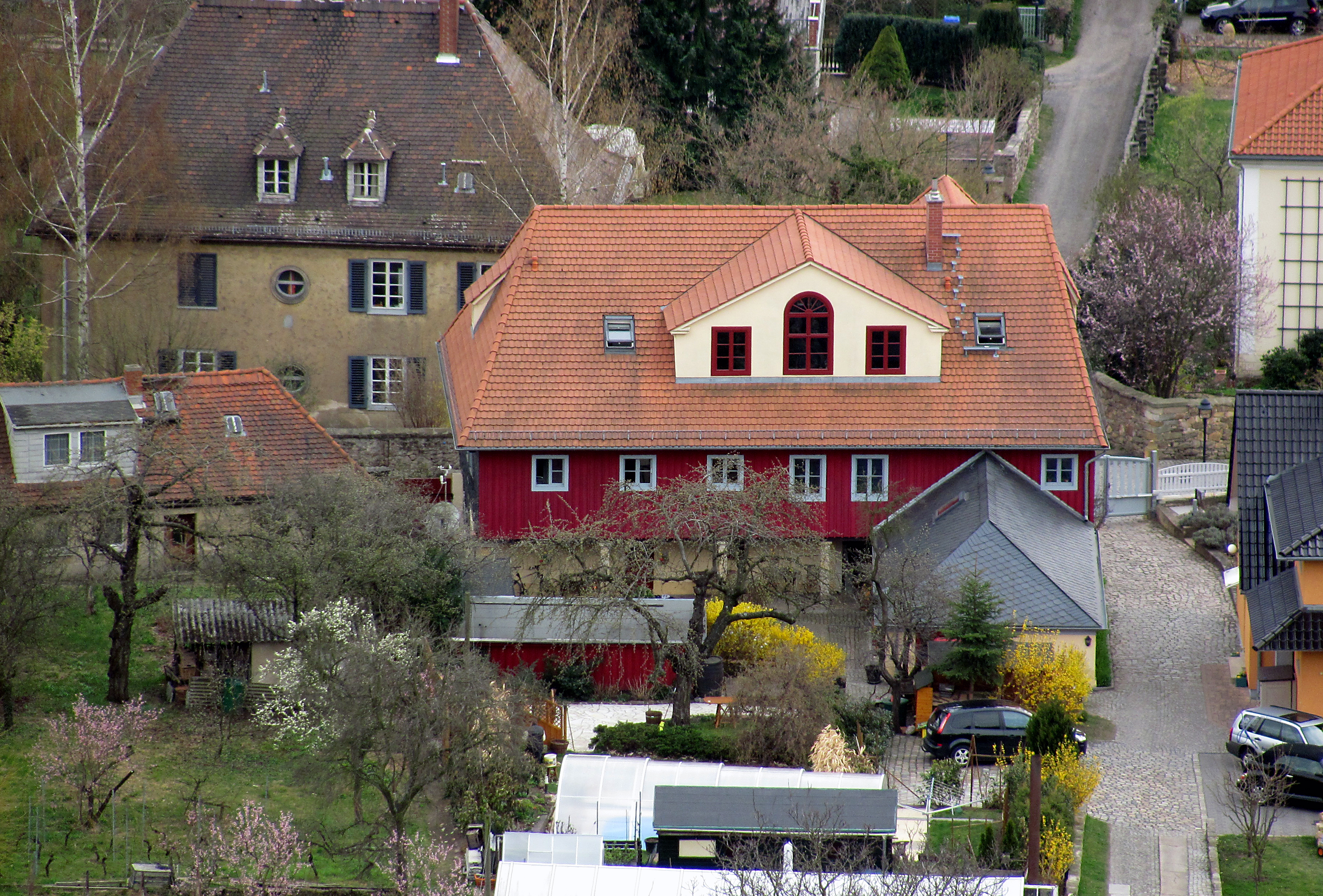
Blick vom Spitzhaus zum Retzschgut, links dahinter das Zweifamilienhaus Hessel

Das Zweifamilienhaus Hessel im Stadtteil Oberlößnitz der sächsischen Stadt Radebeul steht auf dem Eckgrundstück Retzschgasse 7 / Weinbergstraße, gegenüber vom Retzschgut. Der Bauantrag mit einem Entwurf des Dresdner Architekten Oswin Hempel wurde im März 1937 durch den Bauherren Dr. med. Hessel eingereicht, die Baugenehmigung erfolgte im Mai 1938. Der Radebeuler Baumeister Franz Stolle führte den Bau aus, dessen Fertigstellung im Januar 1939 angezeigt wurde.

## Beschreibung
Das zweigeschossige, mitsamt seiner Einfriedung aus Bruchstein-Mauerwerk unter Denkmalschutz stehende Zweifamilienhaus „im ausgeprägten Heimat[schutz]stil in Anlehnung an alte Weinberghäuser“ steht auf einem Natursteinsockel und hat ein steiles, ziegelgedecktes Walmdach, das nur wenige Walmgauben trägt. Die ungegliederten Fassaden sind mit „rustikalem Nesterputz“ versehen.
Die zweiachsige Schmalseite des Wohnhauses zeigt zur Retzschgasse. Dort befindet sich der Hauseingang in einer stichbogigen Einrahmung, die anstelle eines Schlusssteins einen Putto zeigt. Darüber sind zwei hochrechteckige Treppenhausfenster als vertikales Fensterband angeordnet. Eingang und Treppenhausfenster sind durch Sandsteingewände eingefasst.
Die Längsseite des Gebäudes ist zur Weinbergstraße ausgerichtet. Die etwa mittige Fensterachse wird durch zwei übereinanderliegende Rundfenster dargestellt. Rechts davon finden sich zwei, links davon eine Achse Rechteckfenster. Auf der entgegengesetzten Gebäudesüdseite, die zum Garten zeigt, steht vor der rechten der fünf Fensterachsen ein zweigeschossiger Verandavorbau in Fachwerk mit hohem Walmdach. Die Rechteckfenster sind mit Klappläden ausgestattet.